# Triunghiul de autostrăzi Sebeș
Triunghiul de autostrăzi Sebeș (abreviere: TA Sebeș; forma scurtă: Triunghi Sebeș) este un triunghi de autostrăzi în județul Alba în zona municipală Sebeș.
Leagă autostrada A 10 (Sebeș – Turda cu autostrada A 1 (Sibiu – Deva).

## Geografie
Triunghiul se află în zona limitrofă la nord-vestul municipiului Sebeș. La aproximativ 4 kilometri nordvest de triunghi se află localitatea Vințu de Jos, la aproximativ 60 kilometri în direcția vest pe autostrada A1 se găsește municipiul Deva. Tot pe autostrada A1 în direcția est la aproximativ 65 de kilometri se află municipiul Sibiu.
La aproximativ 12 km spre nord de TA Sebeș (pe autostrada A 10) se află municipiul Alba Iulia iar la cca 28 km localitatea Teiuș.
Triunghiul de autostrăzi Sebeș are intersecția numărul 1 pe A 10. 

## Forma constructivă
Ambele autostrăzi au patru benzi de circulație (două pe sens).
Acest triunghi de autostrăzi este dezvoltat ca un triunghi complet. Toate rampele de legătură au două benzi de circulație.
O caracteristică specială este rampa de legătură directă pe direcția Deva-Turda și Turda–Sibiu ambele având rază mare și implicit viteza de rulare mai mare. Cea de a doua rampă a fost proiectată cu încă o buclă cu rază mare, înainte de joncțiunea cu A 1 în direcția Sibiu.